# 태종무열왕

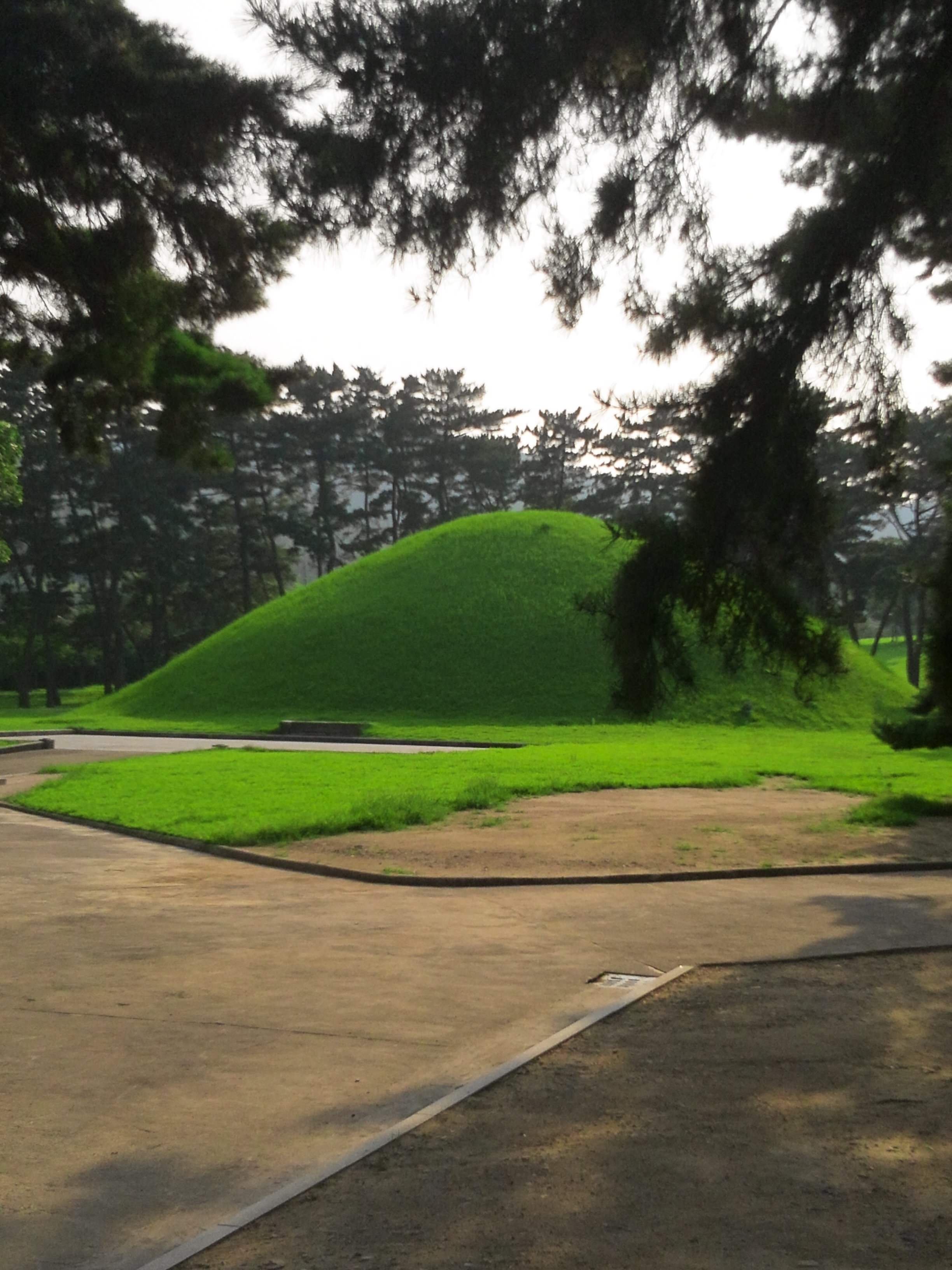
무열왕릉 (사적 제20호)

태종 무열왕(太宗武烈王, 603년 ~ 661년 음력 6월)은 신라(新羅)의 제29대 임금(재위: 654년 음력 3월 ~ 661년 음력 6월)이다. 무열왕(武烈王)으로 불리기도 한다.
성은 김(金)이고, 휘는 춘추(春秋)이다. 진골(眞骨) 출신으로 이찬(伊飡)에 이르기도 했던 김용수(金龍樹)과 진평왕의 차녀 천명공주(天明公主)의 아들이다.
선덕(善德) · 진덕(眞德) 두 조정에 걸쳐 국정 전반, 특히 외교 문제에 있어 중요한 역할을 맡았다. 특히 진덕여왕 때는 이찬(伊飡)에 이르게 되고 진덕여왕 사후 대리청정으로서 국인의 추대를 받은 알천의 사양으로 진골 출신 최초의 신라 국왕으로 즉위하였으며, 그렇게 신라 중대왕실(中代王室)의 첫 왕이 된 김춘추는 아들 김문왕(文王), 김지경(智鏡)과 김개원(愷元)을 각각 이찬(伊湌)으로 관등을 올려줌으로써 권력기반을 강화시켰다. 이후 660년 백제를 멸망시켰다.
661년 재위한 지 8년 만에 죽으니 나이는 59세였다. 영경사(永敬寺) 북쪽에 장사를 지냈다. 시호는 무열(武烈)이며, 한반도 최초로 묘호를 사용하였다. 묘호(廟號)는 태종(太宗)이다.

## 생애

### 출생에서 즉위까지

#### 출생
603년에 출생했다. 아버지는 진지왕(眞智王)의 아들 김용춘, 어머니는 진평왕의 딸이었던 천명부인이다. 그가 사료에 '진골'로 기재된 것에 대해서는 할아버지인 진지왕이 재위 4년 만에 국인에 의해 폐위당한 점이나 김춘추 자신이 진골이자 옛 금관가야의 왕족 출신인 김유신(金庾信)의 누이인 문희를 아내로 삼은 점 등이 이유로 지적되고 있다.

#### 김유신과의 혼인 동맹
김춘추와 문희의 혼인에 대해 《삼국유사》는 다음과 같은 이야기를 전하고 있다. 김유신의 누이동생인 보희가 어느 날 서악(西岳)에 올라가 소변을 보았는데 서라벌 전역이 소변에 모두 잠겨버렸다는 꿈을 꾸었는데, 그 꿈 이야기를 들은 문희는 비단치마를 주고 그 꿈을 샀다. 그 일이 있고 열흘 뒤인 정월 오기일에 김춘추는 김유신과 함께 김유신의 집 앞에서 축국을 하게 되었고, 여기서 김유신은 일부러 김춘추의 옷깃을 밟아 끊은 뒤 자신의 집에서 옷을 수선할 것을 권하며 집안으로 들이고, 자신의 누이동생을 불러 옷을 꿰매게 했다. 보희는 "사소한 일로 귀한 분을 대할 수는 없다"며 사양했고, 문희가 대신 나서서 옷을 꿰매 주었다. 이 일로 두 사람은 가까워져서 김춘추는 김유신의 집을 자주 드나들게 되었는데, 좀처럼 김춘추가 문희와 정식으로 혼인하려 하지 않자 김유신은 "남편도 없는 것이 부모도 모르게 임신을 하였다"며 곧 문희를 자신이 불태워 죽일 것이라고 소문을 냈고, 선덕여왕(善德女王)이 남산(南山)에 오르는 날을 기다려서 뜰에 땔나무를 쌓아 놓고 불을 질러 연기를 피웠다. 산 위에서 그 연기를 발견한 여왕이 "저것은 무슨 연기인가?" 하고 묻자 옆에서 "아마도 유신이 제 누이를 불태우려는 모양입니다."라고 대답했고, 까닭을 묻는 여왕에게 "남편도 없이 임신하였기 때문입니다."라고 대답했다. 여왕이 "대체 누가 그런 짓을 했단 말인가?"고 묻는 옆에서, 마침 여왕을 따라 나왔다가 안색이 질린 김춘추를 발견한 여왕은 "너의 짓이구나. 당장 가서 구하라." 하였다. 이후 김춘추는 문희와 혼례를 올리게 되었다.

#### 구 귀족 집단의 견제를 벗어난 왕권의 강화
김유신의 주도와 김춘추의 동조로 이루어진 정략적인 측면이 강했던 이 혼인을 통해, 왕위 계승에서 배제된 진지왕계와 옛 금관가야계 귀족간에 정치 · 군사적 결합이 이루어졌다는 평가를 받고 있다. 진지왕계(김용춘 · 김춘추)는 김유신계의 군사적 능력을, 금관가야계(김서현 · 김유신)는 진지왕계의 정치적 위치를 각자의 목적 달성을 위해 필수적인 것으로 여기고 있었고, 이러한 상호 이익에 입각해 이루어진 정치적 결탁은 신라의 중고(中古) 왕실의 진골 귀족 내에서 하나의 신집단을 형성하게 되어 성골(聖骨)계로 대표되는 기존의 구 귀족집단의 견제와 반발을 받았다. 무열왕은 부계가 진지왕의 자손이고 모계가 진평왕의 자손으로 양쪽 모두가 왕족인 성골에 속했지만, 무열왕 이후 부계만이 왕족인 진골이 왕위를 계승하게 되었고 그를 상징적인 진골 최초의 임금으로 평가한다.

#### 외교 활동
선덕여왕 11년(642년) 8월, 백제(百濟)의 장군 윤충(允忠)이 신라의 대야성(大耶城, 경상남도 합천)을 공격하여 함락시켰다. 대야성의 성주였던 이찬 김품석은 김춘추의 딸 고타소(古陀炤)의 남편으로 김춘추의 사위였는데, 앞서 그에게 아내를 빼앗긴 원한으로 백제군과 내통한 부하 검일(黔日)의 배반으로 궁지에 몰린 김품석은 처자를 죽인 뒤 자신도 목숨을 끊었다. 《삼국사기》는 당시 김춘추는 이찬의 관등에 올라 있었고, 대야성에서 딸과 사위가 죽었다는 소식이 전해지자 충격을 받은 나머지, 하루 종일 기둥에 기대어 사람이 지나가는 것도 알지 못할 정도였다고 적고 있다. 그리고 대야성의 일을 계기로 백제를 멸망시키겠다고 다짐하였다는 것이다. 원병을 빌리기 위해 고구려에 사신으로 갈 것을 왕에게 건의한 김춘추는 고구려의 국왕 보장왕과 실권자 연개소문을 만나 원병을 청했지만, 원병 파병 조건으로 과거 진흥왕(眞興王) 때에 신라가 획득한 죽령(竹嶺) 이북 땅의 반환을 내세운 고구려에 의해 억류되었다가 김유신의 무력 시위, 그리고 고구려 대신 선도해의 도움으로 "돌아가는 대로 왕에게 아뢰어 땅을 돌려주게 하겠다"는 거짓 편지를 쓰고 나서야 풀려날 수 있었다.
고구려 뿐만 아니라 《일본서기》에는 고토쿠 천황(孝德天皇) 다이카(大化) 3년(647년)에 김춘추가 왜에 왔었다는 기록이 있는데, 이때 김춘추의 관등은 상신(上臣) 대아찬(大阿湌)으로 표기되어 있다. 한편 신라에서는 상대등 비담이 일으킨 반란이 김유신에 의해 진압되고, 선덕여왕의 사망으로 진덕여왕이 옹립되었다. 춘추와 유신은 진덕여왕을 보위하여 정권을 완벽하게 장악하였다.
이듬해인 648년 12월에 김춘추는 드디어 아들 문왕(文王)과 함께 직접 당(唐)에 입조하였고 태종(太宗)의 환대를 받았다. 김춘추는 이곳에서 당의 국학(國學)을 방문하여 석전(釋奠)과 강론(講論)을 참관하였으며, 신라의 장복(章服)을 고쳐서 중국의 제도에 따를 것을 청했다. 당 태종으로부터 특진(特進)의 벼슬을 받고, 당에 체류하던 중에 태종의 호출로 사적으로 불려가 만나게 된 자리에서 김춘추는 "신(臣)의 나라는 바다 모퉁이에 치우쳐 있으면서도 천조(天朝)를 섬긴 지 이미 여러 해가 되었사온데, 백제가 강하고 교활하여 여러 차례 침략해 왔습니다. 더욱이 지난해에는 군사를 크게 일으켜 깊숙이 쳐들어와 수십 개의 성을 쳐서 함락시키고 조회할 길을 막았습니다. 폐하께서 천병(天兵)을 빌려주시어 흉악한 것을 잘라 없애주시지 못한다면, 우리 나라의 인민은 모두 사로잡히는 바가 될 것이요, 산 넘고 바다 건너 행하는 조공마저 다시는 바랄 수 없을 것입니다."라며 태종에게 원병 파병을 호소해, 태종의 허락을 받아냈다.
귀국하는 김춘추에게 당 태종은 3품 이상의 관인들을 불러 송별연을 열었고, 『온탕비(溫湯碑)』 · 『진사비(晉祠碑)』의 글과 《진서(晉書)》 한 질을 김춘추에게 하사하였으며 장안성(長安城)의 동문(東門) 밖까지 나아가 전송하였다. 앞의 서적들은 태종 자신이 직접 짓고 글씨도 쓴 것으로, 특히 《진서》는 당의 비서감(秘書監)에서 맨 먼저 필사한 두 질 가운데 하나로서 태자(훗날의 당 고종)와 김춘추에게 각각 내린 것이었다. 김춘추도 당으로부터 좌무위장군(左武衛將軍)의 벼슬을 받은 아들 문왕을 숙위(宿衛)로서 당에 남겨두고 신라로 귀국하였다. 돌아오는 길에 김춘추는 서해상에서 고구려 순라병에게 포착되어 나포될 위기에 처했으나, 함께 왔던 온군해(溫君解)가 귀인의 관을 쓰고 배에 남아 고구려군의 주의를 끄는 사이 작은 배를 타고 본국으로 돌아올 수 있었다.
김춘추가 귀국한 태화 3년(649년)부터 신라는 관복을 당풍으로 바꾸고, 태화 4년(650년) 진덕여왕이 직접 당의 왕업을 찬미하는 「오언태평송(五言太平頌)」을 지어 비단에 수를 놓아 보냈으며, 신라의 고유 연호를 폐지하고 당의 영휘(永徽) 연호를 쓰는 등 친당 정책을 더욱 가속화하였다. 진덕여왕 5년(651년)에는 중국의 제도를 본뜬 정월 초하루일 백관(百官)들이 모여 행하는 하정례(賀正禮)를 처음으로 조원전(朝元殿)에서 치렀으며, 품주(稟主)가 집사부(執事部)로 개편되어 왕정의 기밀 사무를 맡았다. 좌이방부(左理方府)가 설치되고, 파진찬(波珍湌) 김인문(金仁問)이 다시 당에 파견되어 좌령군위장군(左領軍衛將軍) 벼슬을 받고 숙위를 맡았다.

### 재위

#### 즉위
진덕여왕 8년(654년) 3월에 진덕여왕이 승하하고, 진골 세력은 상대등 알천(閼川)에게 섭정을 청하였으나 알천은 이를 사양하고 춘추에게 왕위에 오를 것을 권하였다. 춘추는 사양하다가 마침내 국인의 천거를 받아들여 임금으로 즉위하였다. 《삼국사기》는 신라의 시조(始祖) 혁거세(赫居世)부터 진덕여왕까지의 28명의 임금을 성골, 무열왕부터 마지막 경순왕(敬順王)까지를 진골이라고 하였으며, 무열왕부터 혜공왕에 이르는 8명의 임금이 재위한 시기를 중대(中代)로 분류하였다. 한편 《삼국유사》는 진덕여왕 이후 무열왕부터의 왕계를 하고(下古)로 분류하고 있다.
즉위 직후 무열왕은 아버지 김용춘을 문흥왕(文興王)으로, 어머니 천명공주를 문정태후(文貞太后)로 추봉하여 왕권의 정통성을 확립하였으며, 5월에는 이방부령(理方府令) 양수(良首) 등에게 이방부격(理方府格) 60여 조를 제정하게 하였다. 무열왕 2년(655년)에는 문희 소생의 맏아들 법민(法敏)을 태자로 삼고, 나머지 문희 소생의 왕자들에게도 관등을 수여하였다. 대각찬(大角湌) 김유신에게는 딸 지소공주를 시집보내 중첩된 혼인관계를 이루었다.
당에도 즉위를 알리는 사신을 파견하여, 무열왕 즉위년에 고종(高宗)으로부터 개부의동삼사(開府儀同三司)·신라왕의 책봉을 받았으며, 무열왕 2년(655년)에 당에 사신을 보내어, 고구려가 백제와 말갈과 더불어 신라의 북쪽 변경의 33개 성을 탈취하였음을 전하면서 구원을 요청하였고, 당은 3월, 영주도독(營州都督) 정명진(程名振)과 좌우위중랑장(左右衛中郞將) 소정방(蘇定方)을 보내어 고구려를 공격하였다. 또한 무열왕 3년(656년)에는 신라의 개국 공신인 사로 6촌장을 왕으로 추존하였고, 당에서 귀국한 김인문을 군주(軍主)로 삼았으며, 가을 7월에는 김문왕을 다시 당에 보내 조공하게 하였다. 귀국한 뒤 문왕은 무열왕 5년(658년) 정월에 부왕으로부터 집사부의 중시(中侍)로 임명되고, 김인문도 무열왕 6년(659년) 여름 4월에 백제를 치기 위한 원병 파병을 요청하는 사신으로서 당에 파견되는 등, 친족 중심의 내각을 구성하여 왕권을 안정시켰다. 즉위에 절대적으로 기여한 김유신에 대해서는 무열왕 7년(660년) 정월에 상대등(上大等)으로 임명해 왕권을 보다 전제화할 수 있는 계기를 만들었다.
무열왕이 즉위하기 전의 상대등은 귀족들의 모임인 화백 회의의 대표자로서 왕권을 견제하는 존재이거나 왕위계승 경쟁자로서의 자격이 있었다. 그러나 무열왕 이후 상대등을 왕이 임명함으로써 화백 회의는 혜공왕 이전까지 왕권 아래에 위치해 있었다. 이러한 왕권을 바탕으로 무열왕은 고구려 및 백제와 본격적인 전쟁에 참여하였다.

#### 백제 정복
무열왕 7년(660년) 3월, 신라의 요청을 받아들인 당은 좌무위대장군(左武衛大將軍) 신구도행군대총관(神丘道行軍大摠管) 소정방과 좌효위장군(左驍衛將軍) 유백영(劉伯英) 등이 인솔한 수륙 130,000명의 군사를 파병하였다. 원병을 요청하러 보낸 김인문은 소정방이 이끄는 신구도행군의 부대총관(副大摠管) 자격으로 귀국하였고, 무열왕에게도 우이도행군총관(嵎夷道行軍總管)이라는 지위가 더해졌다. 무열왕은 바다를 건너온 당군을 영접하기 위해 5월 26일, 대장군 김유신과 김진주(金眞珠) · 김천존(金天存) 등과 함께 50,000명의 군사를 거느리고 서라벌을 출발하여 6월 18일에 남천정(南川停)에 이르렀고, 21일에 태자 김법민을 보내 병선(兵船) 100척을 거느리고 덕물도(德物島)에서 소정방을 맞아, 7월 10일에 백제의 사비성(泗沘城) 앞에서 합류하기로 약속을 정했다. 당군과 함께 백제를 공격할 5만 신라군의 지휘는 태자 김법민과 대장군 김유신, 장군 김품일(金品日)과 김흠춘(金欽春) 등이 맡고, 왕은 금돌성(今突城)에서 머물렀다.
7월 9일에 김유신 등이 이끄는 신라군이 황산벌에서 백제군을 격파하고, 당군도 백제군의 저지를 뚫고 기벌포로 상륙하여, 7월 13일에 사비성이 함락되었고, 7월 18일에는 웅진성으로 도망쳤던 의자왕도 항복하여 백제는 멸망하였다. 사비성을 함락했을 때 김법민은 백제의 왕자 부여융(扶餘隆)을 말 앞에 꿇어 앉히고 얼굴에 침을 뱉으며 “예전에 네놈의 아비가 내 누이를 억울하게 죽여 옥중에 묻었고 그 일 때문에 내가 20년 동안 마음 아프고 골치를 앓았었는데, 오늘 너의 목숨은 내 손 안에 있구나!”라고 꾸짖었다. 의자왕의 항복 소식을 듣고 29일에 금돌성에서 소부리성(所夫里城)으로 온 무열왕은 제감(弟監) 천복(天福)을 당에 보내 승리한 사실을 고하였다. 8월 2일에는 앞서 대야성이 백제에 함락될 때 신라측에서 내응했던 모척(毛尺)과 검일(黔日)을 잡아 처형하고, 주연(酒宴)을 베풀어 신라의 장병들을 위로하였다. 이때 의자왕과 그 아들 융(隆)을 마룻바닥에 앉혀 놓고 때로 의자왕에게 술을 따르게 하니, 백제의 여러 신하들 중 목메어 울지 않는 자가 없었다.
백제를 무너뜨린 뒤, 당군 사령관 소정방은 9월 3일에 낭장(郎將) 유인원(劉仁願)이 이끄는 10,000명을 사비성에 남아서 지키게 하고, 포로로 잡은 의자왕을 비롯한 백제의 왕족과 고위 신료, 12,000명의 백제 백성을 데리고 당으로 돌아갔다. 신라측 인사로 소정방과 동행한 것은 김인문과 사찬 김유돈(金儒敦), 대나마(大奈麻) 중지(中知) 등이었으며, 왕자 김인태(金仁泰)가 사찬(沙湌) 일원(日原) · 급찬(級湌) 길나(吉那) 등이 신라군 7천 명을 데리고 유인원을 도와 사비성을 수비했다. 당에서는 백제 땅에 웅진도독부를 비롯한 5도독부를 설치하고, 웅진도독으로 왕문도(王文度)를 파견하여 9월 28일에 삼년산성(三年山城)에서 무열왕을 만나 고종의 조서(詔書)를 전달하였는데, 예물을 주는 과정에서 왕문도는 급사(急死)하여 다른 사람이 대신 일을 마쳤다.

#### 백제 부흥군 진압
이미 의자왕이 항복한 뒤부터 백제 땅에서는 부흥군들이 일어나 신라 · 당군과 전쟁을 벌였으며, 고구려도 11월 1일에 칠중성(七重城, 지금의 경기도 파주군 적성면)을 공격해 와서 군주 필부(匹夫)가 전사하기도 하였다. 백제 부흥군에 대한 공세에 나선 무열왕은 10월 9일에 태자 법민과 함께 여러 군사들을 인솔해 이례성(尒禮城)을 쳐서 18일에 함락시키고 인접한 백제의 20여 성의 항복을 받아냈으며, 30일에는 사비성 남쪽 산마루에 있던 백제 부흥군을 공격해 1,500명의 목을 베었다. 11월 5일에는 계탄(雞灘)을 건너 왕흥사잠성(王興寺岑城)을 공격해 7일째에 함락시키고 7백 명의 목을 베는 전과를 올리고 22일에 서라벌로 귀환해 논공행상을 벌였는데, 앞서 황산벌 전투에서 포로로 잡힌 좌평(佐平) 충상(忠常) · 상영(常英)에게 일길찬(一吉湌) 관등을 주어 총관(總管)직을 맡기는 등 포로로 잡거나 항복해온 백제의 관료들도 처벌하지 않고 관직을 내리기도 하였다.
백제를 멸망시킨 뒤 무열왕은 백제와의 변경에 있던 수자리 군사를 폐지하였다. 또한 압독주(押督州)를 옮겨 설치하고 도독을 임명하였다.

### 죽음
무열왕 8년(661년) 음력 6월 59세로 사망하였다. 시호(諡號)를 무열(武烈)이라 하고, 영경사(永敬寺)의 북쪽에 장사를 지냈으며, 묘호(廟號)를 올려서 태종(太宗)이라고 하였다. 당 고종은 무열왕이 죽었다는 소식을 듣고 낙성문(洛城門)에서 애도식을 거행하였다.

## 시호·묘호
태종 무열왕은 신라 역사에서 최초로 묘호(廟號)가 올려진 국왕이었으며, 이후 신라에서 묘호가 바쳐진 국왕은 원성왕 때까지 존재하지 않았다(흔히 알려진 역대 임금 전원에게 묘호를 올리는 것은 중국에서도 당대 이후의 일이었으며, 그 이전에는 특별한 공덕이 있는 것으로 평가되는 임금에게만 묘호가 올려졌다). 태종 무열왕을 《삼국사기》에서는 태종왕(太宗王) 또는 태종대왕(太宗大王), 삼국유사에는 태종 춘추공(太宗 春秋公)이라고 하여 묘호와 함께 부르고 있다.
또한 무열왕의 '무열'(武烈)은 시호이며, 신라 역사에서 이름 외에 시호가 바쳐진 것 역시 무열왕이 최초였다. 《삼국사기》에는 지증왕(지증 마립간) 때에 처음으로 마립간(麻立干)이 아닌 중국식의 '왕'(王) 칭호를 사용하여 국왕을 일컫게 되면서 역대 국왕들에게 시호를 올리게 되었다고 하였으나, 중국의 기록과 대조하면 이후 신라에서도 역대 왕들의 이름을 그대로 시호처럼 사용하였으므로(동아시아에서는 전통적으로 왕의 이름인 휘를 그대로 일컬어 부르는 것은 금기였다) 엄밀한 의미에서의 시호는 아니다.

### 무열왕의 태종 묘호에 관련한 당과의 마찰 기사
《삼국사기》 신문왕 12년(692년)조 및 《삼국유사》 태종춘추공조에는 신라에서 무열왕에게 '태종'이라는 묘호를 올린 것에 대해서 이에 대해 당에서 이를 당 태종의 묘호에 저촉된다는 이유로 고칠 것을 종용하였는데, 신라에서는 당 태종이 위징, 이순풍 등의 뛰어난 신하를 얻어서 큰 공업을 이루었기에 '태종'이라는 묘호를 올렸듯이, 무열왕도 김유신이라는 성스러운 신하를 얻어서 일통삼한의 대업을 이루었기에 '태종'이라는 묘호를 올린 것이라고 완곡하게 거절하였다. 이후 당에서는 신라에 대해 묘호 문제를 거론하지 않았고, 태종 무열왕의 묘호는 그대로 '태종'으로 정해지게 되었다.

## 인물
- 한국과 중국, 일본을 누빈 외교가로서, 《일본서기》에는 고토쿠 천황 3년인 다이카 3년(647년)에 사신으로 왔던 김춘추에 대해 “용모가 아름답고 쾌활하게 담소하였다(美姿顔善談笑)”[7]고 평한 기록이 남아 있으며, 《삼국유사》에도 무열왕이 병사를 청하러 당에 들어갔을 때, 당의 황제(태종)가 무열왕의 풍채를 보고 칭찬하여 "신성한 사람(神聖之人)"이라 부르며 그를 붙잡아두어 시위(侍衛)로 삼으려 했지만 극구 청하여 돌아왔다는 이야기를 전하고 있다.[4] 삼국사기에서는 무열왕의 용모가 영특하고 뛰어나 어려서부터 세상을 다스릴 뜻이 있었다고 기록했다.[26]
- 굉장한 대식가로, 《삼국유사》에는 한 끼 식사로 쌀 서 말과 꿩 아홉 마리를 먹었으며, 백제를 멸망시킨 경신년(660년) 이후로 점심은 먹지 않고 아침과 저녁만 먹게 되었는데, 그러고도 하루에 먹는 양은 쌀 여섯 말에 술 여섯 말, 꿩 열 마리였다고 한다.[4]

## 무덤
《삼국사기》는 태종 무열왕의 무덤이 영경사(永敬寺) 북쪽에 있다고 기록하였으며, 지금의 경주시 서악동 842번지의 선도산 동쪽 구릉에 소재한 서악리 고분군의 다섯 고분 가운데 가장 아래에 위치한 원형봉토분이 태종 무열왕의 능으로 비정되고 있다. 봉분의 면적은 14,169m2로, 신라의 왕릉 가운데 피장자를 확실하게 알 수 있는 몇 안 되는 무덤으로서 가치가 있으며 1963년 1월 21일에 대한민국 사적 제20호로 지정되었고, 1972년부터 1973년에 걸쳐 주변 정비가 이루어졌다. 굴식 돌방무덤(횡혈식 석실분)으로 추정되는 이 무덤은 다른 왕릉에 비해 봉분 장식이 소박한 편으로 무덤 주위에 자연석으로 둘레돌을 돌렸다.
무덤 앞 동북쪽에는 『태종무열왕릉비』(국보 제25호)가 있는데, 일제 강점기 이전에 이미 비석의 몸돌 부분은 사라지고 귀부와 이수 부분만 남아있었으며, 이수에 '태종무열대왕지비(太宗武烈大王之碑)'라는 여덟 글자가 새겨져 있어 묘의 주인이 무열왕임을 확실히 규명할 수 있다. 《대동금석서》(大東金石書)에 의하면 비는 무열왕이 사망한 661년에 건립되었고, 비문의 글씨는 무열왕의 아들인 김인문이 썼다.

## 화랑세기의 기록
필사본 《화랑세기》에는 태종 무열왕의 생애와 몇가지 사실에 대해서 통설과 전혀 다른 사실을 전하고 있다.
- 《삼국사기》를 비롯한 전통적인 사료의 기록 및 해석에서 김춘추의 아버지 용춘의 다른 이름이 용수인 것으로 알려져 있으나, 필사본 《화랑세기》는 용춘과 용수는 서로 다른 인물이자 진지왕을 아버지로 둔 형제이며, 동생인 용춘이 천명공주와 혼인하여 춘추를 낳았으나 용춘이 먼저 사망하자 다시 용수와 재혼하여 춘추는 용수의 양자로 들어가게 되었다고 나온다.[28] 다만 『황룡사중수기』에는 용춘이 《화랑세기》의 기록과 달리 후대에도 생존해 있는 상태로 기록되어 있으며, 이는 《화랑세기》 위서론의 중요한 근거 가운데 하나이다(화랑세기#용수 문제 참조).
- 젊은 시절 제18대 풍월주를 역임하였다고 한다.
- 필사본 《화랑세기》에서는 12대 풍월주 보리공(菩利公)의 딸 보룡(寶龍)과의 사이에서 아들 당원전군(幢元殿君)과 딸 여씨(呂氏)를 두었고, 문명왕후와의 사이에서도 선원전군(仙元殿君)이라는 아들이 더 있었다고 설명한다. 또한 무열왕은 문희와 혼인하기 이전에 이미 보종과 양명공주의 딸 보라궁주(寶羅宮主) 설씨와 결혼했으며, 처음 문희는 측실로 혼인하였으나 보라궁주의 요절로 문희가 정실이 될 수 있었다고 한다. 또한 문희의 언니인 보희와의 사이에도 지원(知元)이라는 왕자가 있었다고 적고 있는데, 이들 왕자의 실존은 아직 확실하게 밝혀지지 않았다.

## 평가

### 긍정론
태종 무열왕에 대한 당대 신라인들의 평가는 매우 높았다. 이는 ‘태종(太宗)’이라는 묘호를 올린 것에서도 알 수 있는데, 이는 삼국 역사상 최초이자 신라에서 재위한 임금 중에는 열조 원성왕과 함께 유이한 사례였다. 훗날 조선(朝鮮)의 성리학자 김종직(金宗直)은 《동국여지승람》에 기록된 고려(高麗)의 태조(太祖) 이래 역대 군주들의 묘호를 빼고 시호로 대체하고자 하는 성종(成宗)에게 태종 무열왕의 선례를 들며 굳이 기록된 묘호를 뺄 필요는 없음을 주장하였다.
성덕왕(聖德王)은 태종 무열왕의 명복을 빌고자 봉덕사(奉德寺)를 지었으며, 혜공왕(惠恭王)은 오묘(五廟)를 정하면서 김씨로서 처음으로 왕이 된 미추왕(味鄒王)과 더불어, 백제와 고구려를 평정한 태종 무열왕과 문무왕을 대대로 헐지 않는 신주(世世不毁之宗)로 삼았고, 이것은 애장왕 2년(801년) 태종 무열왕과 문무왕만 따로 떼어 모시는 사당을 지어 신주를 옮길 때까지 계속되었다. 9세기 중엽 신라의 문장가였던 최치원(崔致遠)은 『낭혜화상백월보광탑비(聖住寺郞慧和尙白月普光塔碑)』(890년경 건립)에서 무열왕의 8세 손으로 당에 유학하여 불법을 배우고 돌아온 승려 낭혜화상의 행적과 무열왕의 업적을 교차대비시켜 "이때(태종 무열왕의 입당 후 귀국)부터 우리는 한 번 변하여 노나라가 되었다(自玆吾土一變至於魯)", "두 적국(敵國)을 평정하고 문명에 접하게 하여 주셨다(平二敵國俾人變外飭)"고 하여 태종 무열왕이 신라 국내의 제도를 당풍으로 개편하여 '문명화'시키고, 당시 신라뿐 아니라 중국에게도 적국으로 여겨지던 고구려와 백제를 평정하여 평화를 가져왔다고 찬양하였으며, 또한 진성여왕 7년(893년)에 당의 태사시중에게 보내는 글에서 옛날 고구려와 백제의 강성함과 당 태종의 고구려 침공, 그 직후 무열왕이 당으로 들어가 수교를 맺고 원병을 청하여 백제와 고구려를 멸망시킨 것과 이후 고구려의 유민들에 의해 세워진 발해와 당, 신라의 충돌 등의 사실들을 열거하면서 "3백여 년 동안 한쪽 지방은 무사하고 넓은 바다가 편안한 것은 곧 우리 무열대왕의 공로"라고까지 평가하였다. 고려나 조선의 유학자들도 대부분 이와 비슷한 인식이었다.

### 부정론
그러나 20세기 초, 한국이 일본에 의해 강제 병합되고 식민지배하에 놓이면서, 기존의 한국 역사에 대한 비판과 함께 태종 무열왕은 외세를 끌어들어 민족사적 강역을 축소시켰다는 비판을 받게 되었다. 을사늑약을 비판하여 시일야방성대곡이라는 논설을 기고하기도 했던 장지연은 김춘추가 당병을 이끌어 동족(백제와 고구려)을 친 이 사건으로 인하여 한국 역사는 천여 년을 외국의 사상에 이끌려 다니며 자국의 위풍을 멸하고 타인의 위세가 늘어나게 되었다고 비판하였고 이것이 한국이 하나로 뭉치지 못한 요인의 하나라고 주장하였다.
신채호는 민족주의적 견지에서 고구려와 백제, 신라를 다 똑같이 '신성한 부여족', 즉 '조선 한민족의 형제'라 부르며, 당과 손을 잡고 고구려와 백제를 친 김춘추(태종 무열왕)의 행동을 “도적을 끌어들여 형제를 죽인” 격으로, “다른 민족을 끌어들여 동족인 고구려, 백제를 없앤 역사의 죄인”이라는 혹독한 비판을 가했다. 특히 신채호는 《독사신론》에서 4천 년간의 민족사는 부여족 소장성쇠(消長盛衰)의 역사라 하여 부여족이 주족이라는 인식하에 긍정적으로 평가되던 ‘삼국통일’의 대업에 대한 역사적 의의를 비판해 김유신(金庾信)·김춘추(金春秋) 및 김부식(金富軾)의 공죄(功罪)를 논하였다. 이것은 한국의 고대사를 반도 중심으로 보았던 종래의 역사 인식 체계를 만주 중심과 단군, 부여족 중심으로 보았기 때문이다.
남북국 시대론을 지지하였으며 《조선상고사감》을 저술하기도 했던 안재홍도 신라가 당을 끌어들여 백제와 고구려를 멸한 것은 평양이나 관북 일대를 비롯한 대부분의 북방 영토를 방기한 데다 당의 명령을 빌어 외세의 힘을 이용한 신라의 행동에서 후세 역사에 등장한 소위 '사대주의'의 대부분이 여기서 비롯되었다고 평하였다.
해방 후에도 이러한 인식은 고스란히 이어졌다. 한국 민속학의 원조이기도 한 손진태는 김유신이나 김춘추의 능력을 높이 평가하면서도 "동족을 공격하기 위해서 이민족과 연맹하는 것은 민족적으로 최대의 죄악"이며, 신라가 당과 손잡은 것을 "귀족 국가의 비민족적 본질"이라 비난하였고, 한국역사연구회에서 편찬한 <한국역사>(1992)는 '통일'이라는 용어를 쓰면서도 그 통일의 '불완전함'과 '남북국 시대'라는 그 다음 시대의 성격을 강조했다.
1993년 성균관대학교의 김영하 교수는 천리장성의 예를 들어 축소된 강역으로 만주의 요동땅을 밟지못하고 고토를 잃고 살다가 조선에 와서야 겨우 압록강과 두만강 그리고 백두산만을 찾을 수 있었다고 평가를 내놓으면서 당의 한반도 경략에 발맞추어 외세와의 공조로 백제만을 겨우 정복한 신라는 "통일을 완수할 힘도 의도도 전혀 없었다"고 단정하고 '통일신라 시대' 대신에 '신라와 발해' 내지는 '남북국 시대'라는 용어를 사용할 것을 적극 주장했다.

### 도식주의적 대립에 대한 비판론
신라의 '삼한통일', 나아가 그것에 처음 불을 당긴 김춘추의 대당 사대 외교에 대한 비판에서 주된 쟁점이 되는 것은, 과연 김춘추가 활동할 당시 혹은 그 이전에 신라, 고구려, 백제 삼국 사이에 서로를 '동족'으로 인식하는 관념이 존재했느냐 하는 것이다.
《구당서》 등에서 신라, 고구려, 백제 삼국이 서로 말과 풍속이 같았다고 서술하고 있는 것으로 보아, 서로를 '동류'로 파악하는 의식이 있었을 거라는 점은 짐작할 수 있다. 그러나, 부여 계열인 고구려, 백제와 삼한(三韓) 중 진한 및 변한(가야) 계열인 신라는 시조 신화나 제사, 정치 체계 및 혼인풍속 등에서 여러 차이가 있었고, 특히 수백년에 걸쳐 계속된 치열한 경쟁 속에서 특화된 이질성과 오랜 전쟁으로 인한 적대감이 상당히 누적되어 있었다. 4세기 백제의 팽창에 대응하기 위해 신라는 당시 백제와 대립하고 있던 고구려와 연대했지만, 고구려의 전성기였던 5세기 후반에는 다시 백제와 나제동맹을 맺어 고구려를 공동의 적으로 삼고 서로 가까워졌다. 그러나 나제동맹 역시 552년 한강 유역을 둘러싼 갈등으로 파탄났으며, 554년 백제의 성왕이 신라의 매복에 걸려 전사하면서 돌이킬 수 없는 지경에 이르렀다.
642년 김춘추와 연개소문 사이의 교섭은, 신라에게 죽령 이북의 한강 유역 전체를 내놓고 현재의 영남 지역에 국한된 약소국으로 남기를 요구하는 고구려의 제국주의적 태도와 한강 유역을 잃으면 패망을 면할 수 없다는 신라 지배자들의 인식이 타협의 여지 없이 상충되어 결렬될 수 밖에 없었다. 이러한 당시의 현실에서 당나라와 연합해 고구려와 백제를 멸망시킨 김춘추의 선택은 그가 현대 한국인이 아닌 고대 신라인, 그것도 신라의 지배자였다는 점을 냉정하게 인식하는 바탕 위에서 평가되어야 한다.
사방의 적에 둘러싸여 궁지에 몰리자 당 태종의 고구려 정벌 정책에 편승해 백제와 고구려를 멸망시킨 전쟁의 결과로 당시 신라인들은 수백년간 지속된 전쟁 상태의 종식, 백제 영토의 흡수, 중국 신문물의 수입에 의한 중화식 개혁 등 신라의 국가적 과업을 달성할 수 있었다. 또한, 고구려 영토 역시 근·현대의 민족주의적 관점과 같은 인식이 없었던 고대의 신라 지배층에게 있어서는 땅을 상실하기는커녕 대동강 이남 지역(현재의 황해도)을 신라가 획득함으로써 영토를 확장하는 성과를 낸 것이었고, 당대 최강 국가인 당나라를 상대로 한 최선의 결과물이었다. 다만, 이러한 냉정한 평가는 김춘추가 한민족사의 영웅이라기보다 중요 인물 중 하나가 될 수 밖에 없는 본질과 한계를 재확인시켜 준다.
백제의 영토를 흡수하고 한반도의 중남부 지역을 차지하게 된 신라는 후대의 한반도 통일국가인 고려, 조선의 모태가 되었기 때문에 7세기 말에 신라인들이 사용했던 '삼한일통'이나 '삼국통일'과 같은 말은 19세기까지 별 거부감 없이 받아들여져 계속 쓰였다.

## 가계

### 선대
- 조부 : 진지왕(신라 25대 임금)
- 조모 : 지도부인 박씨(知道夫人 朴氏)
  - 아버지 : 김용춘 - 진지왕과 지도부인 아들로, 김용수라고도 한다. 무열왕 즉위 후 문흥왕으로 추존되었다
- 외조부 : 진평왕 - 신라 제26대 왕
- 외조모 : 마야부인
  - 어머니 : 천명공주(天明公主) - 무열왕 즉위 후 문정태후로 추존되었다.
  - 이모 : 선덕여왕(신라 27대 임금. 덕만공주)

### 부인과 후손
《삼국사기》 및 《삼국유사》에 기록된 태종 무열왕의 가계도로 문명왕후 소생이 아닌 자녀가 있다고 전한다.
- 왕후 : 문명왕후(文明王后) - 김유신의 여동생
  - 아들 : 문무왕 - 신라 제30대 왕
    - 며느리 : 자의왕후 김씨 - 파진찬 김선품의 장녀
      - 손자 : 신문왕 - 신라 제31대 왕

  - 아들 : 김인문(金仁問)
  - 아들 : 김문왕(金文王) - 강릉 김씨의 선조
  - 아들 : 김노차(金老且)
  - 아들 : 김인태(金仁泰)
  - 아들 : 김지경(金智鏡)
  - 아들 : 김개원(愷元)
  - 딸 : 고타소공주 (古陀炤公主, ? ~ 642년)
    - 사위 : 김품석(金品釋)

  - 딸 : 지소부인 (智炤夫人)
    - 사위 : 김유신(金庾信) - 신라 태대각간

  - 딸 : 원성왕의 증조모
- 후궁 : 영창부인 보희(寶姬)
  - 딸 : 요석공주(瑤石公主)
    - 사위 : 김흠운(金歆運, ? ~ 655년) - 소판(蘇判) 김달복(金達福)의 아들. 백제와 전투에서 전사하였다.
      - 외손녀 : 신목왕후(神穆王后) - 신문왕의 왕비

    - 사위 : 원효(元曉, 617년 ~ 686년) - 신라의 고승, 설담날의 아들이며 설원랑의 증손이다.
      - 외손 : 설총(薛聰, ? ~ ?) - 신라의 문장가.

  - 아들 : 김개지문(金皆知文)
  - 아들 : 김거득(金車得)
  - 아들 : 김마득(金馬得)

## 대중 문화속에 나타나는 태종무열왕
- 《원효대사》(KBS1, 1986년, 배우: 박인환)
- 《삼국기》(KBS1, 1992년~1993년, 배우: 송영창)
- 《황산벌》(2003년, 배우: 이호성)
- 《연개소문》(SBS, 2006년~2007년, 배우: 김병세)
- 《선덕여왕》(MBC, 2009년, 배우: 유승호, 아역: 정윤석)
- 《계백》(MBC, 2011년, 배우: 이동규)
- 《대왕의 꿈》(KBS1, 2012년~2013년, 배우: 최수종, 아역: 채상우)
- 《한국사기》(KBS1, 2017년, 배우: 박준혁)

## 같이 보기
- 삼국 통일
  - 김유신
  - 문무왕

- 고구려
  - 보장왕 (642년 - 668년)

- 백제
  - 의자왕 (641년 - 660년)
  - 풍왕 (661년 - 663년)

- 당
  - 당 고종 (649년 - 683년)

- 왜
  - 고교쿠 천황(사이메이 천황) (642년~645년),(655년~661년)
  - 고토쿠 천황 (645년~654년)

## 참고 문헌
- 김부식, 《삼국사기》 〈백제본기 의자왕〉, 〈신라본기 선덕왕~태종무열왕〉 - 위키문헌 번역본 / 국사편찬위원회 번역본
- 일연, 《삼국유사》 〈기이〉 태종춘추공(大宗春秋公)條
- 김경중, 《조선사》
- 신채호, 《조선상고사》
- 신채호, 《조선상고문화사 (독사신론, 조선사연구초, 사론, 외)》 (박기봉 역, 비봉출판사, 2007)
- 이기백, 《상대등고》( 新羅政治社會史硏究, 一潮閣, 1974)
- 이기백, 《稟主考》(李相佰博士回甲紀念論叢, 1964)
- 강무학, 《김춘추의 사상과 정치전략》 (신원문화사, 1981)
- 신형식, 《武烈王權의 成立과 活動》(韓國史論叢 2, 1977)
- 이노우에 히데오(井上秀雄), 《古代朝鮮》 (日本放送(NHK)出版協社, 1972)
- 이노우에 히데오(井上秀雄), 《新羅政治體制의 變遷過程》(新羅史基礎硏究, 東出版, 1974)
- 방기환, 《김춘추 1~3》 (고려출판사, 1987)
- 이덕일, 《여인열전》 (김영사, 2003)
- 이종욱, 《춘추:신라의 피 한국 한국인을 만들다》 (효형출판, 2009)
- 이기담, 《선덕여왕》 (예담, 2009)
- 박순교, 《김춘추 외교의 승부사》 (푸른역사, 2006)
- 예종화, 《김춘추와 선도해》 (현대출판사, 2003)
- 김태식, 《화랑세기 또 하나의 신라》 (김영사, 2002)

### 내용주
1. ↑  김용수(金龍樹)라고도 한다.
2. ↑  이 사건이 구체적으로 언제 있었는지는 기록되어 있지 않지만, 문희의 소생으로 무열왕의 장자인 문무왕 법민(法敏)이 태어난 것이 626년이라는 『문무대왕비』 기록에서 유추된 사실로 미루어 볼 때 아마 그 이전의 일로 보인다. 이 경우 《삼국유사》가 전하는 김춘추의 혼인 에피소드가 있었을 당시 선덕여왕은 아직 즉위하기 전이었음에도 '왕'으로 표기한 《삼국유사》 기록은 모순이 생기게 된다.
3. ↑  신라 10정(十停) 중 하나로, 현재 경기도 이천시에 있던 부대
4. ↑  《삼국사기》에는 당 중종, 삼국유사에는 당 고종이라 하였다.
5. ↑  그러나 고구려의 태조대왕의 경우에는 묘호로 봐야 되는가, 시호로 봐야 되는가에 대한 이견이 있다. 그 밖에 태조의 묘호를 받은 태조 성한왕이나, 태조의 묘호를 받은 것으로 추정되는 기록이 있는 동명성왕, 세조의 묘호를 받은 세조 알지왕도 존재한다.
6. ↑  토착세력은 삼한 중 마한 계열
7. ↑  현재의 경기도, 강원도 및 충청북도 충주권

### 참조주
1. ↑  링크
2. ↑  김영하, 태종무열왕 《한국민족문화대백과》. 한국학중앙연구원
3. ↑  주보돈(2009), 〈신라 骨品制 연구의 새로운 傾向과 課題〉 《한국고대사연구》 54권 5-41쪽. 한국고대사학회
4. 1 2 3  《삼국유사》 권제1 기이 태종춘추공
5. ↑  《삼국사기》 권제5 신라본기 제5 선덕왕 11년(642)
6. ↑  《삼국사기》 권제41 열전 제1 김유신 상
7. 1 2  《일孝德天皇 大化 3년(647)
8. ↑  《삼국사기》 권제5 신라본기 제5 진덕왕 1년(647)
9. ↑  《자치통감》 권199 唐紀十五太宗文武 貞觀 22년(648)
10. ↑  《삼국사기》 권제5 신라본기 제5 진덕왕 2년(648). “二年... 遣伊湌金春秋及其子文王朝唐 ... 嘗召燕見 賜以金帛尤厚 問曰 “卿有所懷乎” 春秋跪奏曰 “臣之本國 僻在海隅 伏事天朝 積有歲年 而百濟強猾 屢肆侵凌 況往年大擧深入 攻陷數十城 以塞朝宗之路 若陛下不借天兵 翦 除凶惡 則敝邑人民 盡爲所虜 則梯航述職 無復望矣” 太宗深然之 許以出師 春秋又請改其章服 以從中華制 於是 內出珍服 賜春秋及其從者 詔授春秋爲特進 文王爲左武衛將軍 (2년... 이찬 김춘추(金春秋)와 그의 아들 문왕(文王)을 보내 당나라에 조공하였다. ... 어느날 [춘추를] 불러 사사로이 만나 금과 비단을 매우 후하게 주며 물었다. “경(卿)은 무슨 생각을 마음에 가지고 있는가?” 춘추가 꿇어앉아 아뢰었다. 신(臣)의 나라는 바다 모퉁이에 치우쳐 있으면서도 천자(天子)의 조정을 섬긴 지 이미 여러 해 되었습니다. 그런데 백제는 강하고 교활하여 여러 차례 침략을 마음대로 하였습니다. 더욱이 지난 해에는 군사를 크게 일으켜 깊숙이 쳐들어와 수십개 성을 쳐서 함락시켜 조회할 길을 막았습니다. 만약 폐하께서 당나라 군사를 빌려주어 흉악한 것을 잘라 없애지 않는다면, 저희 나라 인민은 모두 사로잡히는 바가 될 것이고 산 넘고 바다 건너 행하는 조공마저 다시는 바랄 수 없을 것입니다. 태종이 매우 옳다고 여겨 군사의 출동을 허락하였다. 춘추는 또 장복(章服)을 고쳐 중국의 제도에 따를 것을 청하니, 이에 내전에서 진귀한 옷을 꺼내 춘추와 그를 따라 온 사람에게 주었다. 조칙으로 춘추에게 관작을 주어 특진(特進)으로 삼고, 문왕을 좌무위장군(左武衛將軍)으로 삼았다.”
11. ↑  《삼국사기》 권제5 신라본기 제5 진덕왕 2년(648)
12. ↑  최치원, 《성주사 낭혜화상 백월보광탑비》(聖住寺朗慧和尙白月葆光塔碑)
13. ↑  《삼국사기》 권제5 신라본기 제5 진덕왕 3년(649)
14. ↑  《삼국사기》 권제5 신라본기 제5 진덕왕 4년(650)
15. ↑  《삼국사기》 권제5 신라본기 제5 진덕왕 5년(651)
16. 1 2 3  《삼국사기》 권제5 신라본기 제5 태종 무열왕 1년(654)
17. ↑  《삼국사기》 권제12 신라본기 제12 경순왕
18. ↑  《삼국유사》권제1 왕력(王曆)
19. 1 2  《삼국사기》 권제5 신라본기 제5 태종 무열왕 2년(655)
20. ↑  《삼국사기》 권제5 신라본기 제5 태종 무열왕 3년(656)
21. ↑  《삼국사기》 권제5 신라본기 제5 태종 무열왕 5년(658)
22. ↑  《삼국사기》 권제5 신라본기 제5 태종 무열왕 6년(659)
23. 1 2 3 4 5 6 7 8 9 10  《삼국사기》 권제5 신라본기 제5 태종 무열왕 7년(660)
24. ↑  《삼국사기》권제7, 신라본기제7, 문무왕 13년(673년)
25. 1 2  《삼국사기》 권제5 신라본기 제5 태종 무열왕 8년(661)
26. ↑  《삼국사기》.
27. ↑  이은기, 경주 태종무열왕릉비 《한국민족문화대백과》. 한국학중앙연구원
28. ↑  김대문 (2005). 《화랑세기》. 소나무. ISBN 89-7139-546-X 93910. |id=에 templatestyles stripmarker가 있음(위치 1) (도움말)
29. ↑  우리역사넷
30. ↑  《성종실록》 성종 18년 정미(1487년) 2월 경진(10일)조
31. ↑  《삼국유사》 권제2 기이 성덕왕
32. ↑  《삼국사기》 권제32 잡지 제1 제사(祭祀)
33. ↑  《삼국사기》 권제10 신라본기 제10 애장왕 2년(801)
34. ↑  "新羅武烈王及金庾信이 能討滅麗濟고 統合邦土니 其 功烈이 可謂嵬矣나 驅唐兵而狀吾同族이 豈足謂能事哉아 因此而啓千餘年依賴外國之思想야 滅自國之威風고 增他人之勢力니 嗚乎라 此ㅣ 依賴之癮이 所以爲不能團合之第三病根也오." 1906년 11월 25일자 《대한자강회월보》 제5호, 「團體然後民族可保」
35. ↑  신채호, 〈독사신론〉 제9장 김춘추의 功罪 《대한매일신보》
36. ↑  "新羅가 唐을 聯하야 麗濟를 깨뜨리매 渤海가 北方에서 再興하야 비록 南北朝 200년의 歷史를 나타내엇스나 分裂의 形勢는 드듸어 나흘 수가 업섯고 朝鮮의 勢力은 더욱 減殺됨이 잇섯다. 金庚信이 太宗 武烈王을 도아 統三의 業을 이루엇다 하지마는 당시의 記錄은 平壤이 오히려 茂草를 悲嘆하엿고 關北의 地 太半 荒廢하엿슴을 전하엿다. 하물며 唐의 誥命을 빌고 그의 節度에 應하는 등 外力을 이용하는 後世 所謂 事大政策은 이때부터 大部이나 作俑된 觀이 만타." 1926년 7월 1일자 〈개벽〉 제71호 「한양조 5백년 총평(漢陽朝五百年總評)」
37. ↑  〈한국민족사개론〉, 1948년
38. ↑  박노자, 신라는 민족의 배신자인가. 《한겨레21》 제719호 (2008년07월16일)
39. ↑  《삼국사기》
40. ↑  《삼국유사》